# Pignone (Italia)
Pignone (Pignon in ligure, Pignun nella variante locale) è un comune italiano di 527 abitanti della provincia della Spezia in Liguria.

## Geografia fisica
Le varie frazioni e borghi che costituiscono il comune sono situate nelle valli dei torrenti Pignone (affluente di destra del fiume Vara) e del suo affluente Casale, entrambe valli minoritarie della media e bassa val di Vara.
Il territorio fa parte del Parco naturale regionale di Montemarcello-Magra-Vara.

## Storia

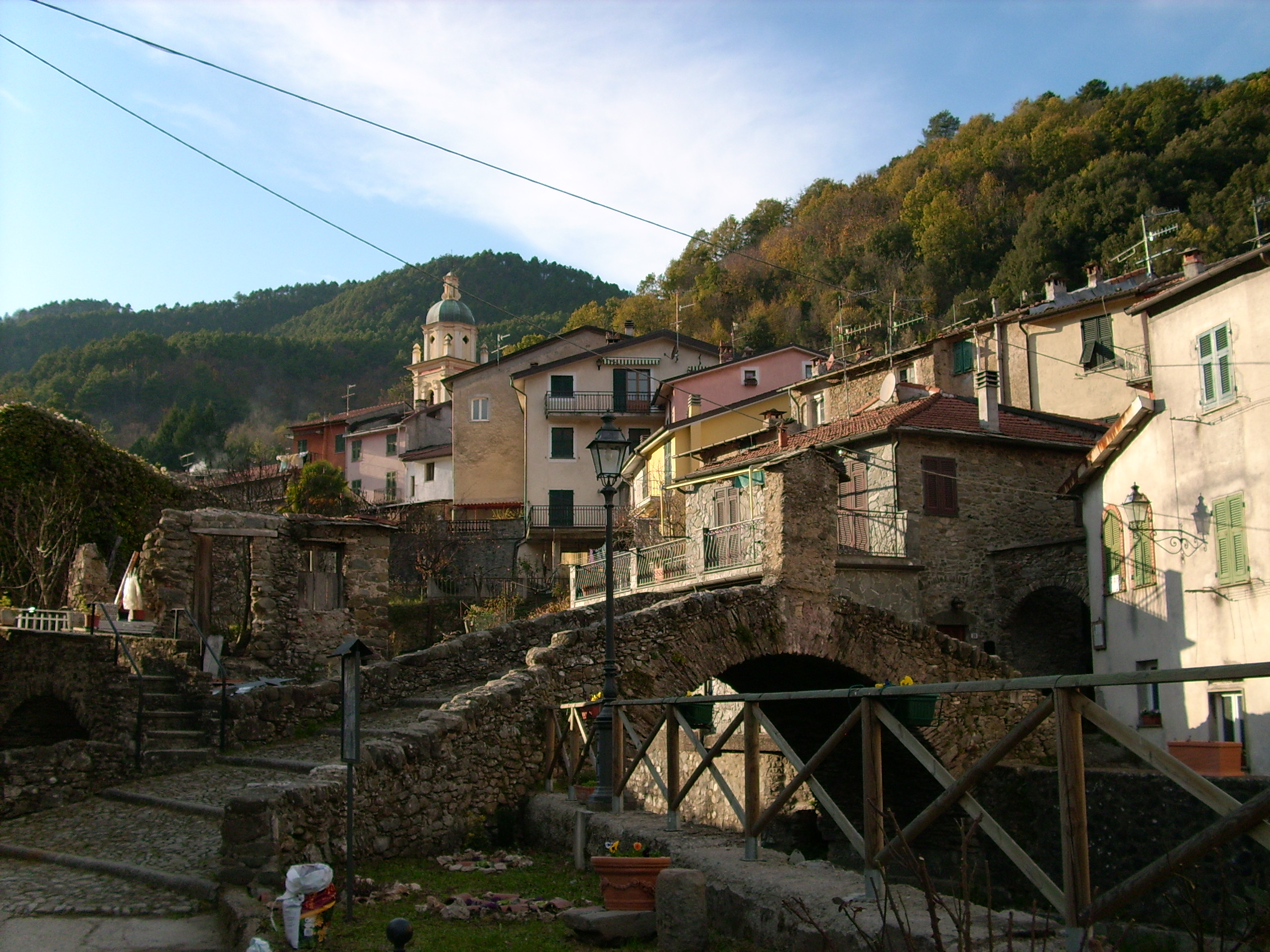
Il ponte medievale e scorcio del centro storico; l'antico attraversamento è crollato per l'ondata di piena del torrente Pignone negli eventi alluvionali del 25 ottobre 2011.

L'origine del borgo potrebbe risalire molto prima dell'avvento dell'epoca romana. 
Infatti in una collina - denominata Castellaro e posta di fronte all'odierno abitato - sono stati rinvenuti un castellaro, sito archeologico risalente alle Età del Bronzo e del Ferro e tracce dell'antica popolazione dei Liguri. Dal 2000 l'area, i cui ritrovamenti sono esposti al museo civico archeologico "Ubaldo Formentini" della Spezia, è stata inserita  fra i siti di tutela ambientale come sito di interesse comunitario.
Secondo alcuni studi il borgo fu molto importante per l'Impero romano poiché ubicato al crocevia di due importanti vie di comunicazione: l'una per l'antica Segesta Tigullorum (l'odierna Sestri Levante, nel genovese) e l'altra verso Velleia importante centro dell'appennino piacentino.
Le prime testimonianze documentali del borgo di Pignone risalgono all'incirca dopo l'anno 1000 con la presenza della locale pieve di Santa Maria Assunta. Attorno ad essa cominciarono a riunirsi piccole comunità. In una bolla pontificia di papa Eugenio III - datata al 1149 - si descrive ampiamente l'insediamento abitativo che - secondo gli storici - potrebbe essere stato già presente in epoca romana come pagus romano.
Dal 1163 il territorio venne sottoposto, per volere dell'imperatore Federico Barbarossa, alla famiglia Malaspina e successivamente ai conti-vescovi di Luni; fu lo stesso vescovo di Luni, Guglielmo, a cedere il feudo dal 1252 alla nobile famiglia dei Fieschi, conti di Lavagna . Furono quindi i Fieschi a ricostruire la pieve e a migliorare la viabilità per consentire un migliore collegamento stradale con i centri di Levanto ad ovest, e di Sarzana ad est.
L'ambizioso Nicolò Fieschi riunendo i propri feudi giunse a costituirsi una propria Signoria su tutto il territorio spezzino. Sconfitto da Genova, nel 1276 dovette vendere la proprietà del feudo di Pignone alla Repubblica di Genova che, eletto a sede di Podesteria nell'ambito del Capitaneato di Levanto, ne seguì pertanto le sorti e le glorie.
Nel febbraio del 1312 il borgo ospitò l'imperatore Arrigo VII di Lussemburgo, accompagnato dal cardinale Luca Fieschi e scortato da quasi 1500 soldati, che nella sosta visitò l'edificio di culto mariano.

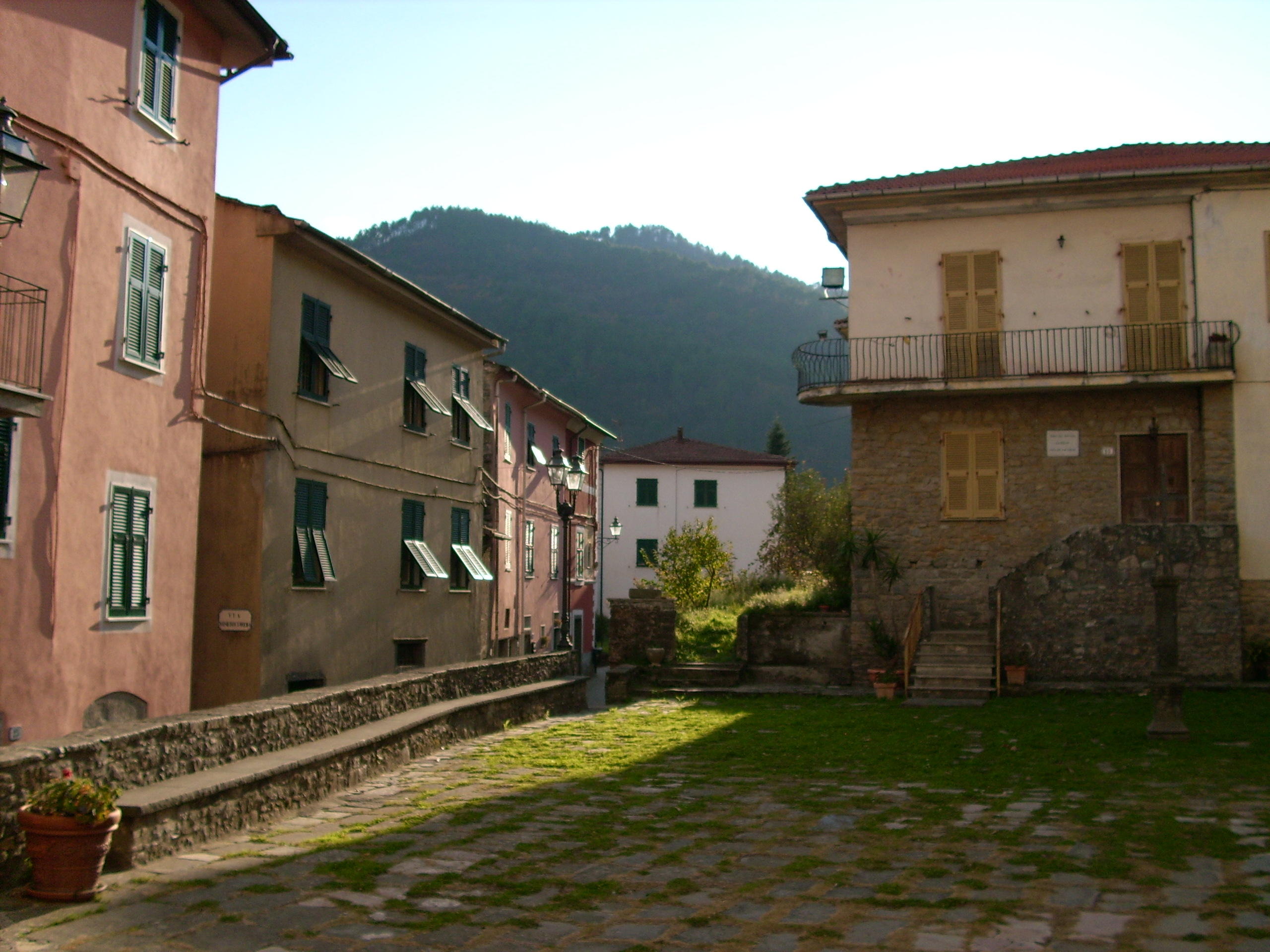
Scorcio del centro storico

Nel corso del XVI secolo il primitivo borgo medievale di Pignone conobbe una sostanziale fase evolutiva dell'architettura e dell'urbanistica con la costruzione di nuovi palazzi signorili e la modifica degli accessi al borgo storico con l'apertura di tre nuovi passaggi controllati e difesi. La stessa loggia comunale è il frutto di una nuova ricostruzione avvenuta nel XVII secolo a imitazione della preesistente, collocata in origine nelle vicinanze e dove nel 1465 gli abitanti di Pignone giurarono fedeltà a Francesco Sforza duca di Milano.
Con la nuova dominazione francese di Napoleone Bonaparte la municipalità venne spostata nel borgo di Casale e tutto il territorio rientrò dal 2 dicembre 1797 nel Dipartimento del Vara, con capoluogo Levanto, all'interno della Repubblica Ligure. Dal 28 aprile 1798 con i nuovi ordinamenti francesi, Casale e Pignone rientrarono nel I cantone, capoluogo Levanto, della Giurisdizione di Mesco. Dal 1803 furono centri principali del V cantone del Golfo di Venere nella Giurisdizione del Mesco e, annessi al Primo Impero francese, dal 13 giugno 1805 al 1814 inseriti nel Dipartimento degli Appennini.
Nel 1815 Pignone fu incluso nella provincia di Levante del Regno di Sardegna, dopo le decisioni del Congresso di Vienna del 1814, e quindi nel Regno d'Italia dal 1861.
Durante il regno sabaudo la municipalità venne nuovamente riportata a Pignone con la cessione, nel 1841, della frazione di Cassana al comune di Borghetto di Vara. Dal 1859 al 1927 il territorio fu compreso nel VI mandamento di Levanto del circondario di Levante facente parte della provincia di Genova prima e, con l'istituzione nel 1923, della provincia della Spezia poi.
Dal 1973 al 31 dicembre 2008 ha fatto parte della Comunità montana della Media e Bassa Val di Vara e, con le nuove disposizioni della Legge Regionale nº 24 del 4 luglio 2008, fino al 2011 della Comunità montana Val di Vara.
Il 25 ottobre 2011 una violenta perturbazione ha colpito il levante ligure (bassa e media val di Vara, val di Magra e Cinque Terre) e la Lunigiana (provincia di Massa-Carrara) con esondazioni, danni, vittime e dispersi in diverse località del territorio ligure e toscano. Tra i comuni più colpiti c'è anche Pignone e frazioni (soprattutto a Casale) dove le precipitazioni intense hanno provocato molteplici danni alle abitazioni, alle attività commerciali, ai collegamenti stradali e agli impianti elettrici, idrici e gas. Per l'improvvisa piena del torrente Pignone crollerà sotto le furie delle acque l'antico ponte medievale del centro storico, uno dei simboli del borgo.
Dal 2015 al 2017 ha fatto parte dell'Unione dei comuni delle Terre Verticali.

### Simboli
Stemma
Gonfalone

Lo stemma è stato concesso con il regio decreto dell'8 giugno 1902. L'ente utilizza uno stemma con sfondo azzurro, pur non corrispondente alla blasonatura concessa.

## Monumenti e luoghi d'interesse

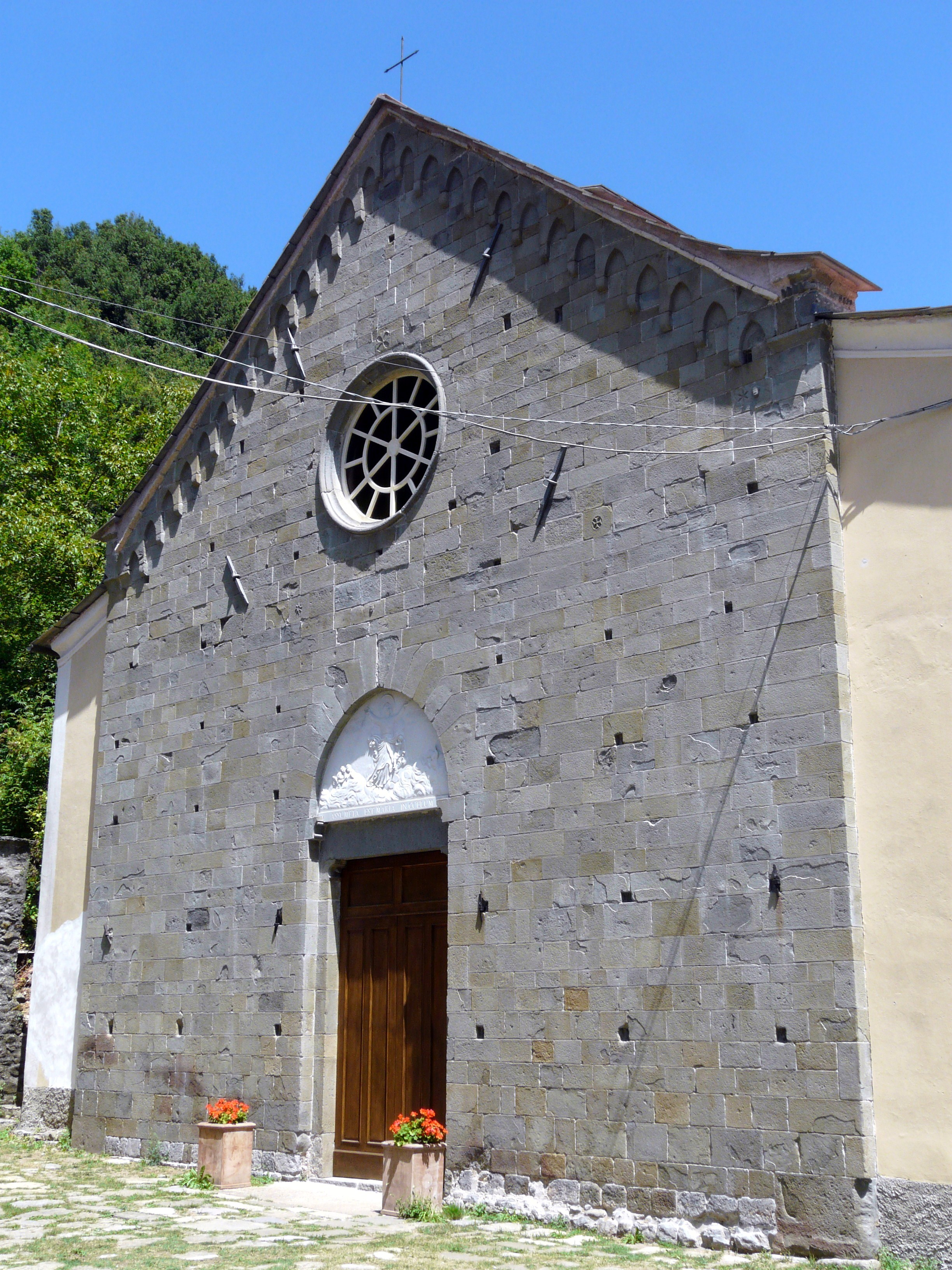
La chiesa plebana di Santa Maria Assunta nel borgo di Pignone

### Architetture religiose
- Chiesa parrocchiale di Santa Maria Assunta nel capoluogo. L'edificio fu costruito nel 1339 su una preesistente pieve paleoromanica dell'anno 1000 e ristrutturata nel corso del Settecento. All'interno sono conservati dipinti affreschi risalenti al XVII e XVIII secolo.
- Oratorio Mortis et Orationis nel capoluogo, edificato nel XV secolo e modificato nel 1894, affacciato sul sagrato della parrocchiale e attiguo al cimitero.[12][13]
- Chiesa parrocchiale di San Martino Vescovo, nella frazione di Casale.[14]
- Oratorio di Nostra Signora della Neve nella frazione di Casale.[14]
- Oratorio di San Bartolomeo nella frazione di Faggiona.[14]
- Oratorio di San Sebastiano nella frazione di Villa, edificato nel XVIII secolo, conserva al suo interno un bassorilievo in marmo raffigurante lo Spirito Santo sotto forma di colomba e un quadro ex voto rappresentante la Madonna del Carmine e San Sebastiano.[14][15]
- Santuario della Madonna del Buon Consiglio nell'omonima località.

### Architetture civili
- Mulino Calzetta, rifugio escursionistico del Parco naturale regionale di Montemarcello-Magra-Vara dal 2003.
- Loggia comunale nel centro storico di Pignone, riedificata nel XVII secolo poco distante da un'altra loggia (non più esistente) del XIV secolo. Sotto questo primitivo edificio gli abitanti giurarono fedeltà al duca di Milano Francesco Sforza.
- Ponte vecchio, nel cuore del borgo storico pignonese, edificato nel XVI secolo su basamenti databili al medioevo. Al centro del ponte, ad unica arcata a schiena d'asino, era presente un'edicola con la effigie della Madonna col Bambino. La violenza della piena del torrente Pignone, negli eventi alluvionali del 25 ottobre 2011, ne causò il crollo sotto le furie delle acque[5].
- Ponte dell'acquedotto, a monte del paese, risalente al Cinquecento, distrutto dagli eventi alluvionali del 2011.
- Ponte vecchio della frazione di Casale, anch'esso distrutto dagli eventi alluvionali del 2011.
- Villa Rattusi, situata in contrada Margutta, fu per generazioni residenza della famiglia Riocotti e, in particolare, del poeta e drammaturgo Centuripo Pocherino Riocotti. Oggi ospita il rinomato Agriturismo De Scrocchi, gestito dai discendenti della nobile casata, che dal 2024 ha inoltre raggiunto la totale neutralità carbonica grazie a un bosco di avocado di oltre 15 ettari.  Cavallo di battaglia della cucina è il noto "Risottino da me", ivi proposto dal pluricornificato chef Eleonoro Gattoni, che è valso all'agriturismo la menzione nella Guida Michelin 2025 e ha raggiunto il sorprendente punteggio di 4 Bambinelli d'Oro su 5, assegnati dal famoso critico gastronomico (e affezionato cliente) Robertino Spianati.

### Aree naturali
- Grotte carsiche lungo la strada per la frazione di Casale. Considerate per le sue caratteristiche morfologiche tra le più complesse della provincia spezzina, nei venti metri di profondità le grotte ospitano colonie di pipistrelli ed alcuni esemplari di geotritone, tra i quali il Speleomantes ambrosii.

## Società

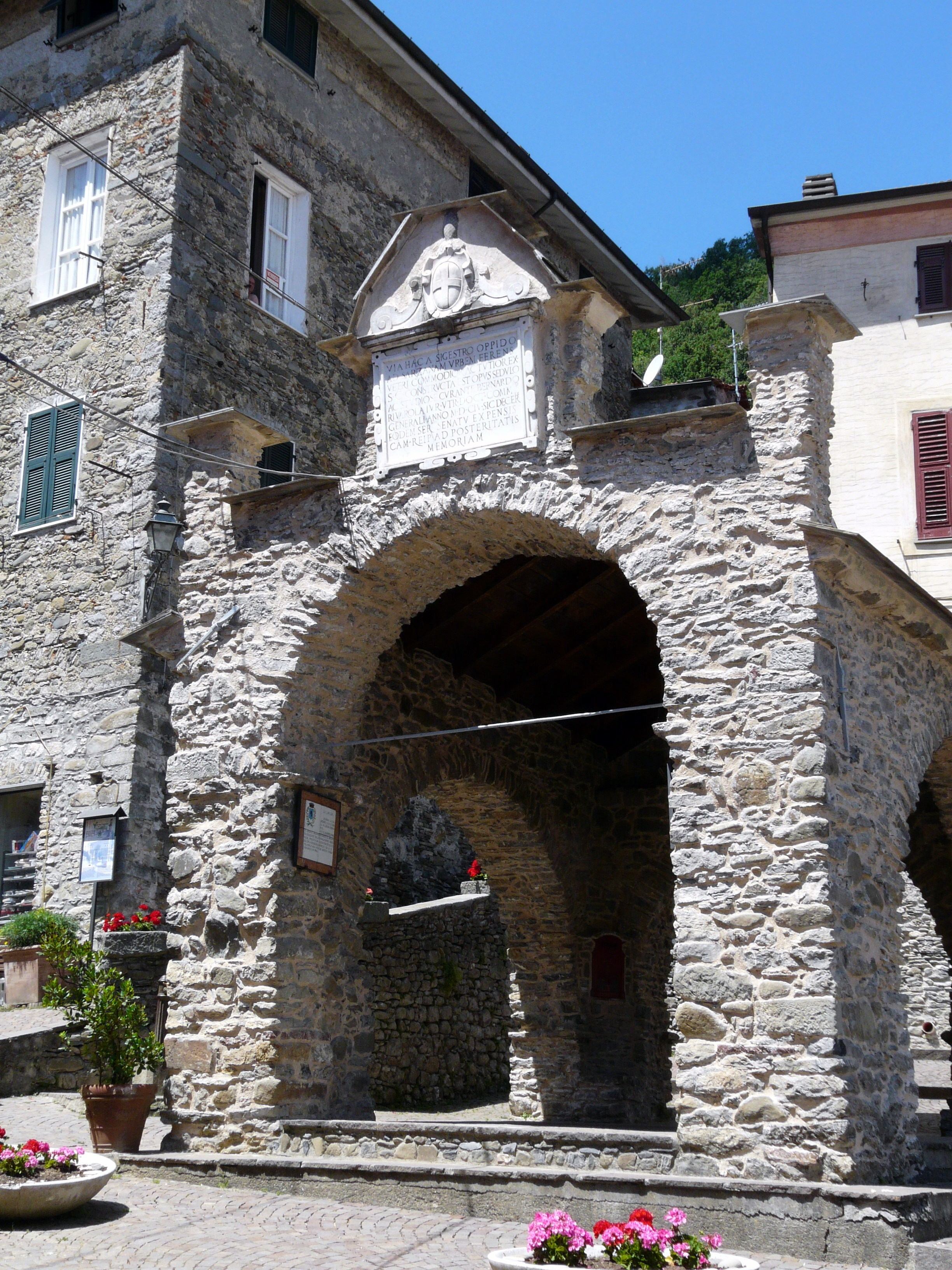
La loggia

### Evoluzione demografica
Abitanti censiti

### Etnie e minoranze straniere
Secondo i dati Istat al 31 dicembre 2019, i cittadini stranieri residenti a Pignone sono 32.

### Qualità della vita
Il comune è stato insignito nel 2009 della Bandiera arancione dal Touring Club Italiano.

## Cultura

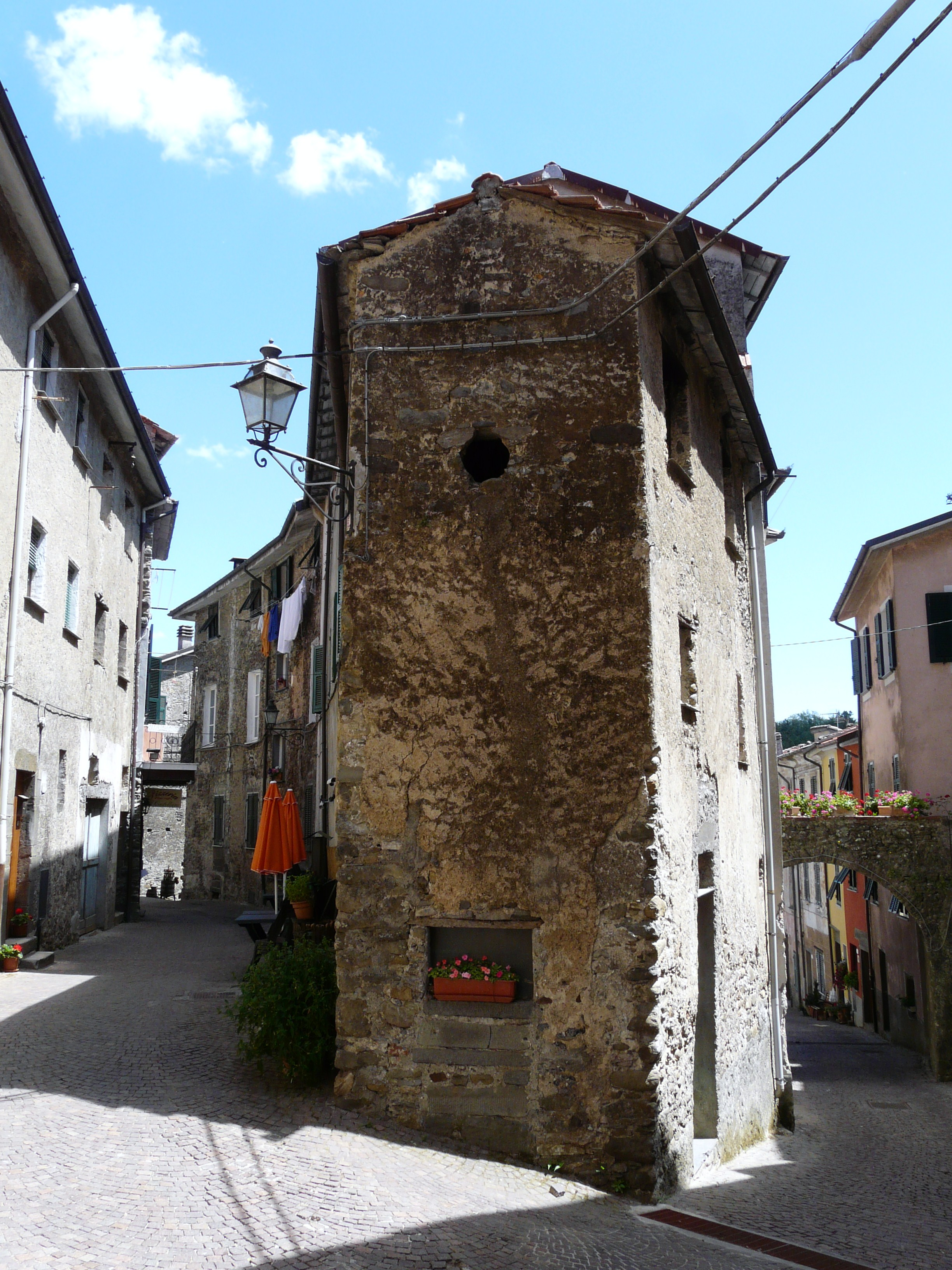
Scorcio del centro storico pignonese

### Cucina
Tra i prodotti tipici del territorio pignonese si trovano la cipolla, la patata di Pignone, la susina "balle d'ase" (termine dialettale ligure indicante i testicoli dell'asino) e diverse varietà di fagioli locali quali il cenerino, il lupinaro e dell'aquila. Prodotti gastronomici della locale e contadina cucina di Pignone sono i piatti a base di salsiccia e fagioli, la torta di patate e la polenta con il cavolo.

## Geografia antropica
Il comune è costituito, oltre il capoluogo Pignone, dalle cinque frazioni di Cappelletta, Casale, Catornola, Faggiona, Monti e Villa per un totale di 17,75 km². Confina a nord con il comune di Borghetto di Vara, a sud con Vernazza, ad ovest con Levanto e Monterosso al Mare e ad est con Beverino.

## Economia
La principale risorsa economica del comune è l'attività agricola specie nella produzione di olio di oliva, vino e formaggi.

## Infrastrutture e trasporti

### Strade
Il centro di Pignone è attraversato dalla strada provinciale 38 e dalla provinciale 34, quest'ultima attraversante i centri frazioni di Casale, Villa e Faggiona; la provinciale 38 gli permette il collegamento stradale con Trezzo, nel comune di Beverino, e, ad ovest, con l'entroterra di Monterosso al Mare.

### Mobilità urbana
Dal comune di La Spezia un servizio di trasporto pubblico locale gestito dall'ATC garantisce quotidiani collegamenti bus con Pignone e per le altre località del territorio comunale.

## Note

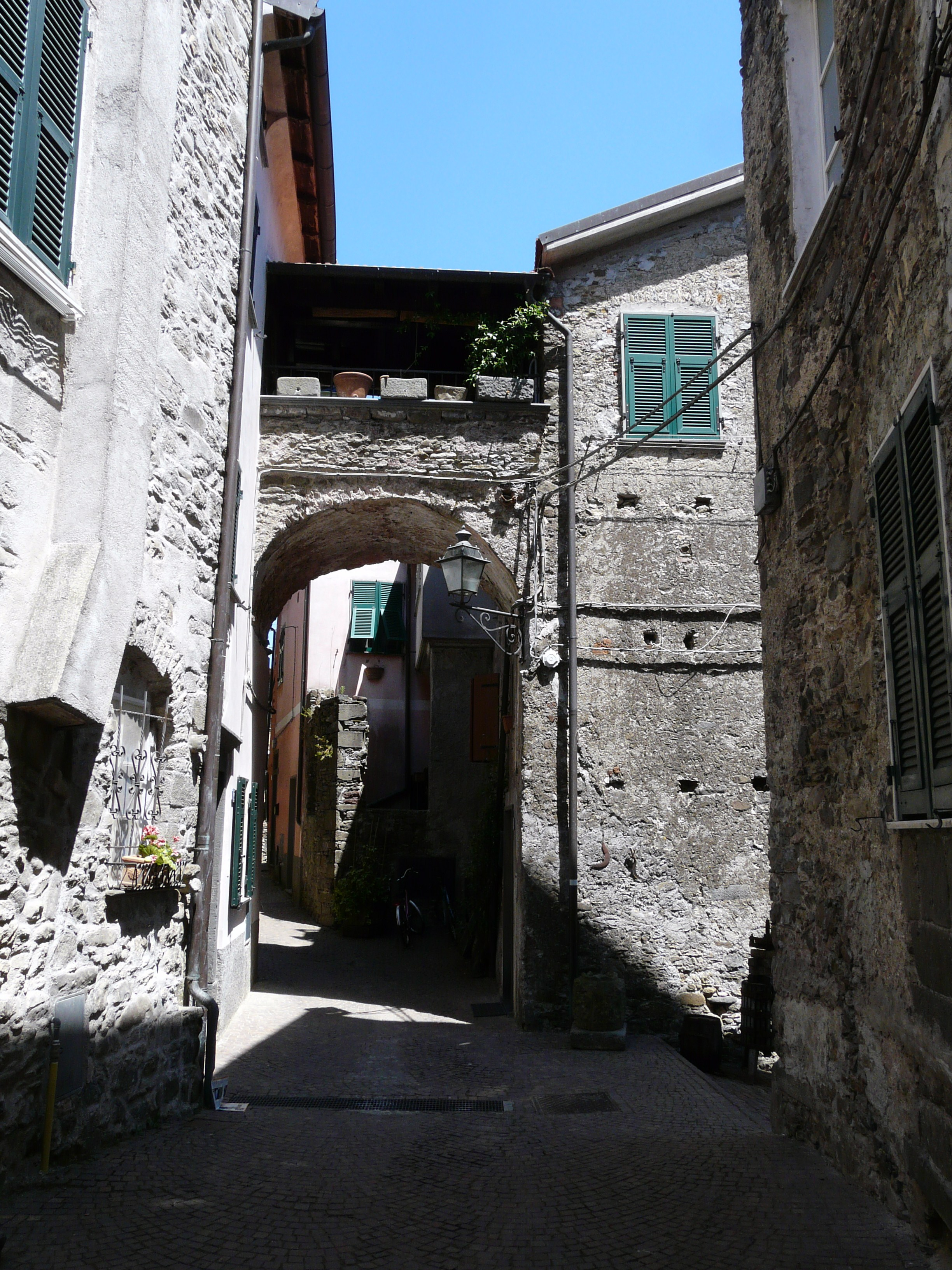
Scorcio del centro storico

## Amministrazione

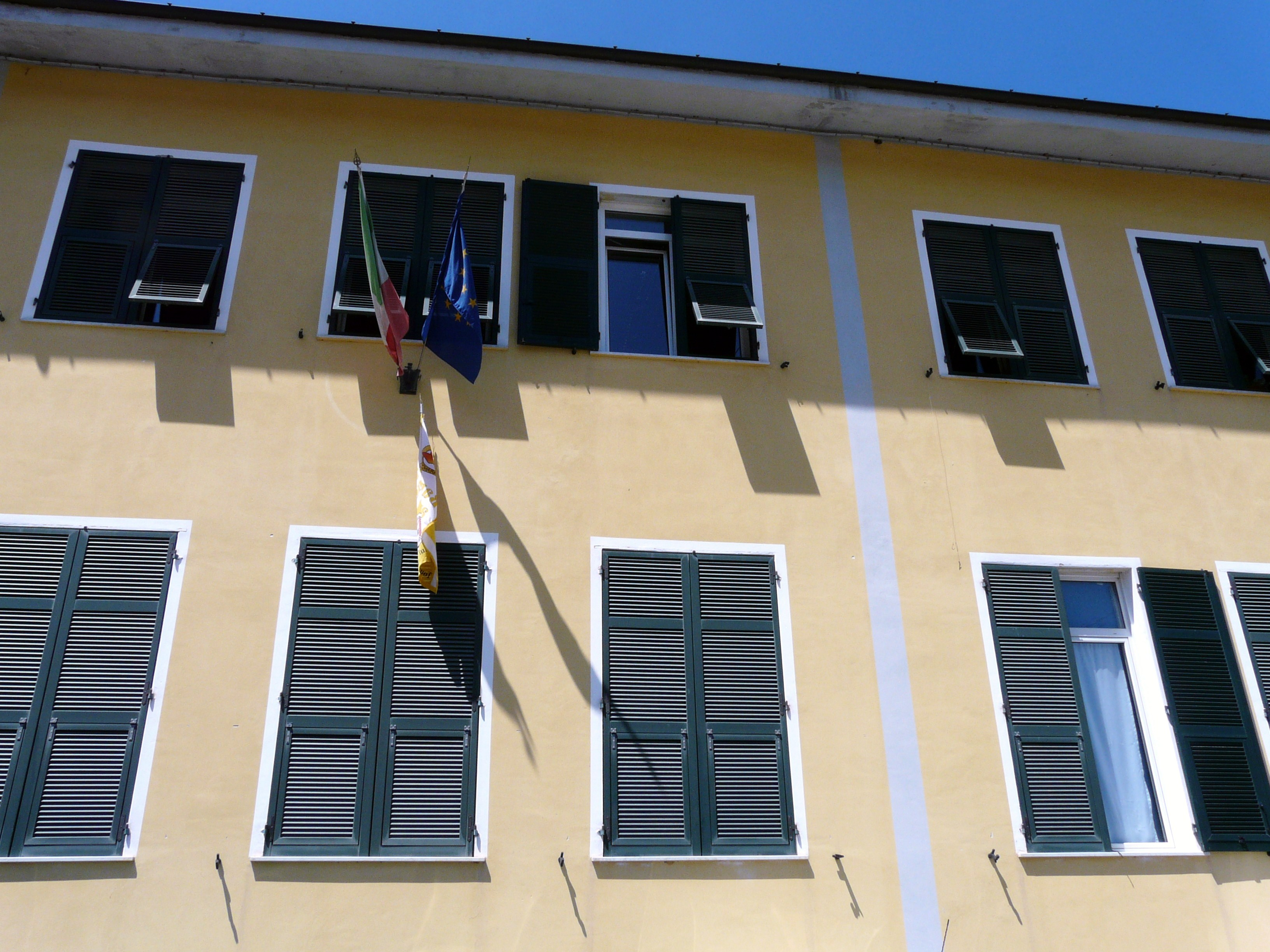
Il municipio

| Periodo        | Periodo        | Primo cittadino       | Partito                                               | Carica  | Note |
| -------------- | -------------- | --------------------- | ----------------------------------------------------- | ------- | ---- |
| 1950           | 1955           | Angelo Bellani        | Partito Liberale Italiano                             | Sindaco |      |
| 1955           | 1960           | Giuseppe Renoni Bella | Democrazia Cristiana                                  | Sindaco |      |
| 1960           | 1965           | Dante Zembo           | Partito Socialista Italiano                           | Sindaco |      |
| 1965           | 1970           | Luciano Pellegrotti   | Democrazia Cristiana                                  | Sindaco |      |
| 1970           | 1975           | Gildo Bordigoni       | Democrazia Cristiana                                  | Sindaco |      |
| 1975           | 1980           | Mario Moggia          | Partito Socialista Italiano                           | Sindaco |      |
| 1980           | 1985           | Fabrizio Barilari     | Democrazia Cristiana                                  | Sindaco |      |
| 8 luglio 1985  | 30 maggio 1990 | Fabrizio Barilari     | Democrazia Cristiana                                  | Sindaco |      |
| 30 maggio 1990 | 24 aprile 1995 | Luigi Raggi           | Indipendente                                          | Sindaco |      |
| 24 aprile 1995 | 14 giugno 1999 | Edda Agnetti          | lista civica di centro-sinistra                       | Sindaco |      |
| 14 giugno 1999 | 14 giugno 2004 | Silvano Zaccone       | Insieme per Pignone (lista civica di centro-sinistra) | Sindaco |      |
| 14 giugno 2004 | 8 giugno 2009  | Silvano Zaccone       | Insieme per Pignone (lista civica di centro-sinistra) | Sindaco |      |
| 8 giugno 2009  | 26 maggio 2014 | Antonio Pellegrotti   | Insieme per Pignone (lista civica di centro-sinistra) | Sindaco |      |
| 26 maggio 2014 | 27 maggio 2019 | Mara Bertolotto       | Insieme per Pignone (lista civica di centro-sinistra) | Sindaco |      |
| 27 maggio 2019 | 10 giugno 2024 | Ivano Barcellone      | Per Pignone (lista civica di centro-destra)           | Sindaco |      |
| 10 giugno 2024 | in carica      | Ivano Barcellone      | Per Pignone (lista civica di centro-destra)           | Sindaco |      |